# Vitagonum
Vitagonum is een geslacht van kevers uit de familie van de loopkevers (Carabidae). De wetenschappelijke naam van het geslacht is voor het eerst geldig gepubliceerd in 1999 door Moore.

## Soorten
Het geslacht Vitagonum is monotypisch en omvat slechts de volgende soort:
- Vitagonum apterum Moore, 1999